# قطار الأناناس السريع (فلم)
قطار الأناناس السريع (بالإنجليزية: Pineapple Express) هو فيلم حركة أُصدر في الولايات المتحدة سنة 2008.

## القصة
يحب (ديل دانتون) تعاطي المخدرات، وأكثر مكان يتردد عليه هو منزل صديقه (سول سيلفر) تاجر المخدرات؛ حيث يجمع الرجلين حبهما الكبير لتدخين حشيش الماريجوانا. يبيع سيلفر لدانتون نوعًا جديدًا من المخدرات، وهو ما يسعد له دانتون. تقوده المصادفة ليصبح الشاهد الوحيد على جريمة قتل، فيهرب دانتون ويترك المخدرات في مكان الحادث بسبب الخوف. عندما ينتبه للأمر يسأل سيلفر إن كان هذا النوع الجديد نادرًا لدرجة التوصل إلى صاحبه، وتكون الصدمة عندما يرد سيلفر بالإيجاب. يجد الرجلان نفسيهما مطاردين من المجرمين والشرطة في آن واحد.

## طاقم التمثيل
- سيث روغن
- جيمس فرانكو
- غاري كول
- آمبر هيرد

## الميزانية والإيرادات
بلغت تكلفة إنتاج الفيلم حوالي 25 مليون دولار بينما حقق أرباحا تقدر بـ 101,624,843 دولار.

## روابط خارجية
- قطار الأناناس السريع على موقع IMDb (الإنجليزية)
- قطار الأناناس السريع على موقع ميتاكريتيك (الإنجليزية)
- قطار الأناناس السريع على موقع الموسوعة البريطانية (الإنجليزية)
- قطار الأناناس السريع على موقع روتن توميتوز (الإنجليزية)
- قطار الأناناس السريع على موقع نتفليكس (الإنجليزية)
- قطار الأناناس السريع على موقع قاعدة بيانات الأفلام العربية
- قطار الأناناس السريع على موقع ألو سيني (الفرنسية)
- قطار الأناناس السريع على موقع Turner Classic Movies (الإنجليزية)
- قطار الأناناس السريع على موقع أول موفي (الإنجليزية)
- قطار الأناناس السريع على موقع بوكس أوفيس موجو (الإنجليزية)